# Silvius formosensis
Silvius formosensis är en tvåvingeart som beskrevs av Ricardo 1913. Silvius formosensis ingår i släktet Silvius och familjen bromsar. Inga underarter finns listade i Catalogue of Life.